# LILO ET 22

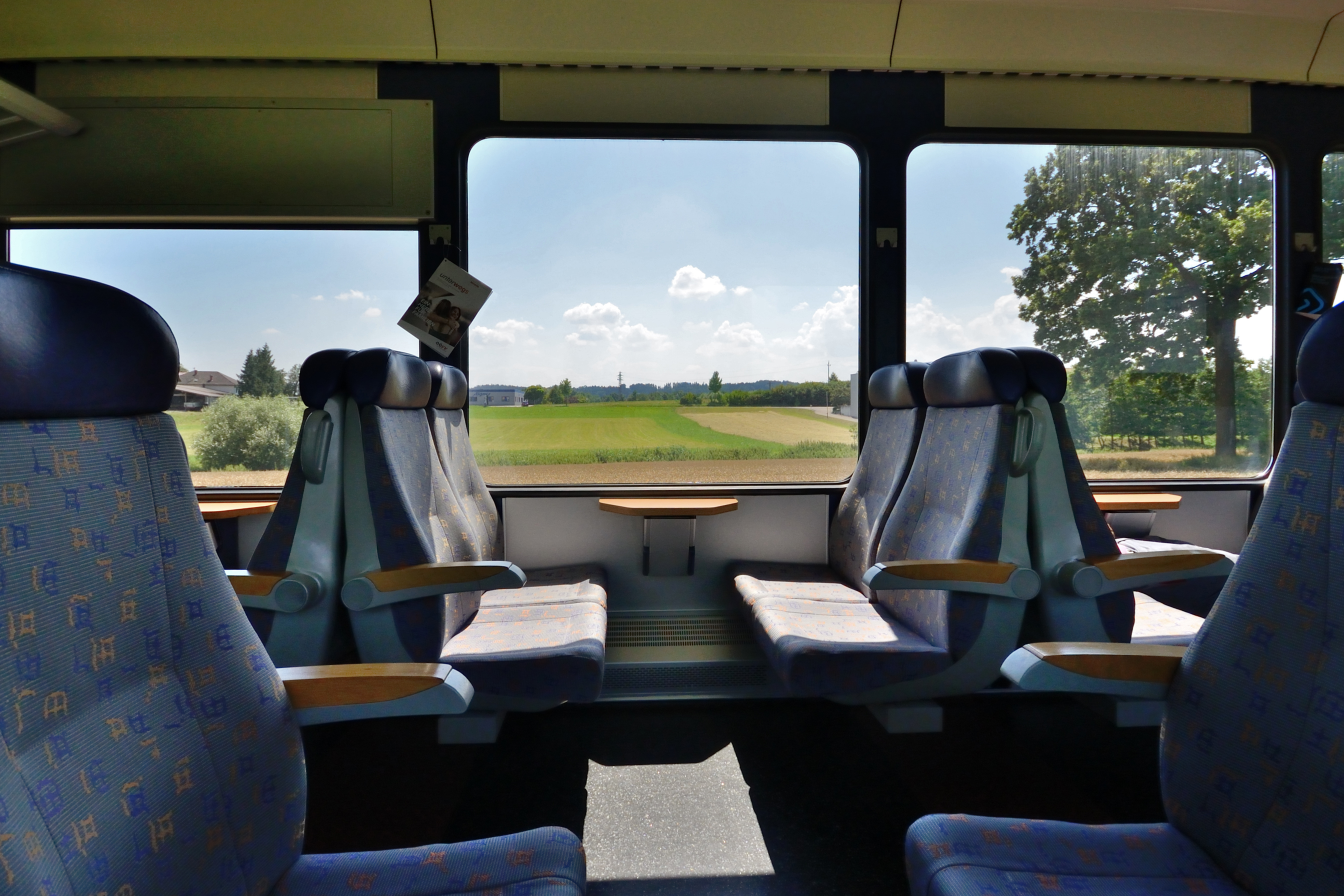
Interieur

De serie ET 22.151–164 van de LILO (verkorting van Linzer Lokalbahn) bestaat uit elektrische treinstellen met een gedeeltelijke lage vloer. Deze serie is een versie van de Stadler GTW (Gelenktriebwagen) met twee aangedreven assen van de in totaal zes: lokaal Be 2/6 genoemd.

## Geschiedenis
Deze treinen zijn in de jaren 90 van de 20e eeuw door Stadler Rail ontwikkeld. De treinen zijn modulair gebouwd.
De treinen werden in 1998 door Linzer Lokalbahn (LILO) besteld bij Stadler Rail en in 2000 en 2005 geleverd.

## Constructie en techniek
Het treinstel is opgebouwd uit rijtuigen met een aluminium frame en een frontdeel van glasvezelmateriaal. Het treinstel heeft een lagevloerdeel. Deze treinstellen kunnen tot drie stuks gecombineerd rijden. De treinstellen zijn uitgerust met luchtvering.

## Treindiensten
Deze treinen worden of werden door de Stern & Hafferl Verkehrsgesellschaft (StH) ingezet op de volgende trajecten:

### Linzer Lokalbahn
Deze treinen worden of werden door de Linzer Lokalbahn (LILO) ingezet op het traject:
- Linz - Neumark-Kalham

### Lokalbahn Lambach - Vorchdorf-Eggenberg
In 2008 werd een van deze treinen door Lokalbahn Lambach - Vorchdorf-Eggenberg (LV) ingezet op het traject:
- Lambach - Vorchdorf-Eggenberg(Vorchdorferbahn) [1]

### Lokalbahn Lambach - Haag am Hausruck
Deze treinen, of één ervan, werd/werden door Haager Lies op de lijn Lambach - Haag am Hausruck (LH) ook tijdelijk ingezet op het in 2009 opgeheven traject:
- Lambach - Haag am Hausruck